# Cupa EHF Feminin 2019-2020 - faza grupelor
Acest articol descrie faza grupelor din Cupa EHF Feminin 2019-2020.

## Distribuția echipelor
Următoarele echipe s-au calificat în această fază a competiției: 
| Echipă                 | Echipă             |
| ---------------------- | ------------------ |
| Herning-Ikast Håndbold | CS Gloria 20181)   |
| København Håndbold     | CS Măgura Cisnădie |
| Odense Håndbold        | Kastamonu GSK      |
| Thüringer HC           | DVSC Schaeffler    |
| Storhamar HE           | ÉRD                |
| GK Lada                | Siófok KC          |

| Echipă            | Loc                |
| ----------------- | ------------------ |
| RK Podravka       | Locul 4 în Grupa A |
| MKS Lublin        | Locul 4 în Grupa B |
| SG BBM Bietigheim | Locul 4 în Grupa C |
| DHK Baník Most    | Locul 4 în Grupa D |

### Distribuția în urnele valorice
Cele 16 echipe calificate în faza grupelor au fost distribuite în 4 urne valorice. Distribuția în urne a fost anunțată pe 18 noiembrie 2019.
Tragerea la sorți a grupelor a avut loc pe 21 noiembrie 2019, la Viena, de la ora locală 11:00. Conform regulamentului EHF, echipele provenind din aceeași țară au fost protejate, astfel încât în urma tragerii la sorți să nu fie extrase în aceeași grupă.
| Urna 1                                                          | Urna a 2-a                                                 | Urna a 3-a                                                       | Urna a 4-a                                                              |
| --------------------------------------------------------------- | ---------------------------------------------------------- | ---------------------------------------------------------------- | ----------------------------------------------------------------------- |
| - RK Podravka - DHK Baník Most - SG BBM Bietigheim - MKS Lublin | - Herning-Ikast Håndbold - ÉRD - Siófok KC - Kastamonu GSK | - Thüringer HC - CS Gloria 20181) - CS Măgura Cisnădie - GK Lada | - København Håndbold - Odense Håndbold - DVSC Schaeffler - Storhamar HE |

Tragerea la sorți a fazei grupelor a fost transmisă în direct pe pagina de Facebook, pe canalul YouTube al EHF și printr-un live ticker.

### Suspendarea Coronei Brașov
Pe 4 decembrie 2019, președintele Curții de Handbal a EHF a notificat conducerea Coronei Brașov privind decizia acestui organism de a suspenda temporar clubul din toate competițiile organizate și patronate de EHF, în urma unei investigații antidoping demarate de agenția română anti-doping (ANAD) împotriva sportivelor acestui club.
Pe 9 decembrie 2019, EHF a anunțat că a decis înlocuirea echipei Corona Brașov cu CS Gloria 2018 Bistrița Năsăud. Aceasta remizase cu Corona Brașov în urma celor două meciuri directe din manșa a 3-a, scor general 49–49, dar echipa brașoveană se calificase în faza grupelor având mai multe goluri înscrise în deplasare.

### Grupele
În urma tragerii la sorți din 21 noiembrie 2019 au rezultat grupele de mai jos, din care formația Corona Brașov a fost ulterior suspendată:

### Grupa A
| Echipa          | M | V | E | Î | GM  | GP  | G   | Pct |
| --------------- | - | - | - | - | --- | --- | --- | --- |
| Thüringer HC    | 6 | 6 | 0 | 0 | 184 | 141 | +43 | 12  |
| Kastamonu GSK   | 6 | 3 | 0 | 3 | 176 | 175 | +1  | 6   |
| DVSC Schaeffler | 6 | 3 | 0 | 3 | 170 | 173 | −3  | 6   |
| DHK Baník Most  | 6 | 0 | 0 | 6 | 163 | 204 | −41 | 0   |

| 4 ianuarie 2020 15:00 | Kastamonu GSK | 30 – 31 | DVSC Schaeffler | Atatürk Spor Salonu, Kastamonu Asistență: 1.500 Arbitri: Manea, Iliescu |
| 4 ianuarie 2020 15:00 | İskit, Özel 8 | (17–15) | Arany 9         | Atatürk Spor Salonu, Kastamonu Asistență: 1.500 Arbitri: Manea, Iliescu |
| 4 ianuarie 2020 15:00 | 3× 1×         | Cronică | 3× 2×           | Atatürk Spor Salonu, Kastamonu Asistență: 1.500 Arbitri: Manea, Iliescu |

| 5 ianuarie 2020 19:00 | DHK Baník Most | 27 – 35 | Thüringer HC | Sportovní hala Baník Most, Most Asistență: 1.002 Arbitri: Tzaferopoulos, Bethmann |
| 5 ianuarie 2020 19:00 | Šustková 6     | (13–18) | Korešová 9   | Sportovní hala Baník Most, Most Asistență: 1.002 Arbitri: Tzaferopoulos, Bethmann |
| 5 ianuarie 2020 19:00 | 4× 2×          | Cronică | 3×           | Sportovní hala Baník Most, Most Asistență: 1.002 Arbitri: Tzaferopoulos, Bethmann |

| 11 ianuarie 2020 14:00 | DVSC Schaeffler  | 36 – 29 | DHK Baník Most | Hódos Imre Sportcsarnok, Debrețin Asistență: 1.800 Arbitri: Carmaux, Mursch |
| 11 ianuarie 2020 14:00 | Bulath, Karnik 5 | (14–14) | Šustková 7     | Hódos Imre Sportcsarnok, Debrețin Asistență: 1.800 Arbitri: Carmaux, Mursch |
| 11 ianuarie 2020 14:00 | 4× 1×            | Cronică | 6×             | Hódos Imre Sportcsarnok, Debrețin Asistență: 1.800 Arbitri: Carmaux, Mursch |

| 12 ianuarie 2020 14:00 | Thüringer HC     | 27 – 24 | Kastamonu GSK | Wiedigsburghalle, Nordhausen Asistență: 1.500 Arbitri: Bennani, Bennani |
| 12 ianuarie 2020 14:00 | Bölk, Korešová 5 | (16–12) | İskit 8       | Wiedigsburghalle, Nordhausen Asistență: 1.500 Arbitri: Bennani, Bennani |
| 12 ianuarie 2020 14:00 | 2×               | Cronică | 4× 2×         | Wiedigsburghalle, Nordhausen Asistență: 1.500 Arbitri: Bennani, Bennani |

| 18 ianuarie 2020 15:00 | Kastamonu GSK     | 33 – 27 | DHK Baník Most | Atatürk Spor Salonu, Kastamonu Asistență: 1.200 Arbitri: Arnautović, Jović |
| 18 ianuarie 2020 15:00 | patru jucătoare 5 | (15–13) | Stříšková 9    | Atatürk Spor Salonu, Kastamonu Asistență: 1.200 Arbitri: Arnautović, Jović |
| 18 ianuarie 2020 15:00 | 5× 1×             | Cronică | 4× 3× 1×       | Atatürk Spor Salonu, Kastamonu Asistență: 1.200 Arbitri: Arnautović, Jović |

| 18 ianuarie 2020 15:00 | DVSC Schaeffler | 19 – 26 | Thüringer HC   | Hódos Imre Sportcsarnok, Debrețin Asistență: 1.800 Arbitri: Braseth, Sundet |
| 18 ianuarie 2020 15:00 | Bulath 4        | (7–12)  | Scheffknecht 8 | Hódos Imre Sportcsarnok, Debrețin Asistență: 1.800 Arbitri: Braseth, Sundet |
| 18 ianuarie 2020 15:00 | 2×              | Cronică | 3× 1×          | Hódos Imre Sportcsarnok, Debrețin Asistență: 1.800 Arbitri: Braseth, Sundet |

| 26 ianuarie 2020 14:00 | Thüringer HC   | 26 – 23 | DVSC Schaeffler | Wiedigsburghalle, Nordhausen Asistență: 1.500 Arbitri: Barysas, Petrušis |
| 26 ianuarie 2020 14:00 | Scheffknecht 9 | (15–13) | Bulath 7        | Wiedigsburghalle, Nordhausen Asistență: 1.500 Arbitri: Barysas, Petrušis |
| 26 ianuarie 2020 14:00 | 3× 1×          | Cronică | 2×              | Wiedigsburghalle, Nordhausen Asistență: 1.500 Arbitri: Barysas, Petrušis |

| 26 ianuarie 2020 18:00 | DHK Baník Most | 28 – 31 | Kastamonu GSK | Sportovní hala Baník Most, Most Asistență: 790 Arbitri: Bolić, Hurich |
| 26 ianuarie 2020 18:00 | Zachová 7      | (14–13) | İskit 12      | Sportovní hala Baník Most, Most Asistență: 790 Arbitri: Bolić, Hurich |
| 26 ianuarie 2020 18:00 | 3× 1×          | Cronică | 6× 2×         | Sportovní hala Baník Most, Most Asistență: 790 Arbitri: Bolić, Hurich |

| 1 februarie 2020 15:00 | DVSC Schaeffler | 32 – 34 | Kastamonu GSK          | Hódos Imre Sportcsarnok, Debrețin Asistență: 1.800 Arbitri: Erșov, Pavliukov |
| 1 februarie 2020 15:00 | Despotović 8    | (20–20) | İskenderoğlu, Coşkun 7 | Hódos Imre Sportcsarnok, Debrețin Asistență: 1.800 Arbitri: Erșov, Pavliukov |
| 1 februarie 2020 15:00 | 3×              | Cronică | 6× 2×                  | Hódos Imre Sportcsarnok, Debrețin Asistență: 1.800 Arbitri: Erșov, Pavliukov |

| 2 februarie 2020 14:00 | Thüringer HC | 40 – 24 | DHK Baník Most | Wiedigsburghalle, Nordhausen Asistență: 1.300 Arbitri: Backović, Palačković |
| 2 februarie 2020 14:00 | Bölk 7       | (18–8)  | Stříšková 5    | Wiedigsburghalle, Nordhausen Asistență: 1.300 Arbitri: Backović, Palačković |
| 2 februarie 2020 14:00 | 4× 2×        | Cronică | 4× 2×          | Wiedigsburghalle, Nordhausen Asistență: 1.300 Arbitri: Backović, Palačković |

| 8 februarie 2020 15:00 | Kastamonu GSK  | 24 – 30 | Thüringer HC | Atatürk Spor Salonu, Kastamonu Asistență: 1.126 Arbitri: Geraets, Geraets |
| 8 februarie 2020 15:00 | İskenderoğlu 7 | (11–14) | Mässing 7    | Atatürk Spor Salonu, Kastamonu Asistență: 1.126 Arbitri: Geraets, Geraets |
| 8 februarie 2020 15:00 | 2× 1×          | Cronică | 3× 2× 1×     | Atatürk Spor Salonu, Kastamonu Asistență: 1.126 Arbitri: Geraets, Geraets |

| 9 februarie 2020 19:00 | DHK Baník Most | 28 – 29 | DVSC Schaeffler | Sportovní hala Baník Most, Most Asistență: 800 Arbitri: Ivanović, Vujić |
| 9 februarie 2020 19:00 | Šustková 8     | (12–14) | Despotović 7    | Sportovní hala Baník Most, Most Asistență: 800 Arbitri: Ivanović, Vujić |
| 9 februarie 2020 19:00 | 8× 1×          | Cronică | 9× 1× 2×        | Sportovní hala Baník Most, Most Asistență: 800 Arbitri: Ivanović, Vujić |

### Grupa B
| Echipa             | M | V | E | Î | GM  | GP  | G   | Pct |
| ------------------ | - | - | - | - | --- | --- | --- | --- |
| Siófok KC          | 6 | 4 | 2 | 0 | 192 | 158 | +34 | 10  |
| RK Podravka        | 6 | 3 | 2 | 1 | 189 | 176 | +13 | 8   |
| København Håndbold | 6 | 3 | 0 | 3 | 174 | 171 | +3  | 6   |
| CS Măgura Cisnădie | 6 | 0 | 0 | 6 | 150 | 200 | −50 | 0   |

| 5 ianuarie 2020 15:30 | RK Podravka      | 38 – 26 | CS Măgura Cisnădie | Sportska dvorana „Fran Galović”, Koprivnica Asistență: 2.000 Arbitri: Xhema, Jahja |
| 5 ianuarie 2020 15:30 | Milosavljević 10 | (18–12) | Moldovan 8         | Sportska dvorana „Fran Galović”, Koprivnica Asistență: 2.000 Arbitri: Xhema, Jahja |
| 5 ianuarie 2020 15:30 | 6× 2× 1×         | Cronică | 2× 1×              | Sportska dvorana „Fran Galović”, Koprivnica Asistență: 2.000 Arbitri: Xhema, Jahja |

| 5 ianuarie 2020 17:00 | Siófok KC | 36 – 23 | København Håndbold | Kiss Szilárd Sportcsarnok, Siófok Asistență: 1.200 Arbitri: Ivanović, Vujisić |
| 5 ianuarie 2020 17:00 | Pena 11   | (17–13) | Rej 7              | Kiss Szilárd Sportcsarnok, Siófok Asistență: 1.200 Arbitri: Ivanović, Vujisić |
| 5 ianuarie 2020 17:00 | 4× 1×     | Cronică | 4× 1×              | Kiss Szilárd Sportcsarnok, Siófok Asistență: 1.200 Arbitri: Ivanović, Vujisić |

| 11 ianuarie 2020 14:00 | København Håndbold | 26 – 28 | RK Podravka | Frederiksberg Opvisningshal, Frederiksberg Asistență: 446 Arbitri: Doicinov, Gorețov |
| 11 ianuarie 2020 14:00 | Blohm 7            | (15–13) | Stanko 7    | Frederiksberg Opvisningshal, Frederiksberg Asistență: 446 Arbitri: Doicinov, Gorețov |
| 11 ianuarie 2020 14:00 | 2× 1×              | Cronică | 3× 1×       | Frederiksberg Opvisningshal, Frederiksberg Asistență: 446 Arbitri: Doicinov, Gorețov |

| 12 ianuarie 2020 15:00 | CS Măgura Cisnădie | 23 – 31 | Siófok KC       | Sala Polivalentă „Măgura”, Cisnădie Asistență: 1.200 Arbitri: Sekulić, Jovandić |
| 12 ianuarie 2020 15:00 | Moldovan 6         | (9–17)  | Böhme, Tomori 6 | Sala Polivalentă „Măgura”, Cisnădie Asistență: 1.200 Arbitri: Sekulić, Jovandić |
| 12 ianuarie 2020 15:00 | 3× 1×              | Cronică | 3× 1×           | Sala Polivalentă „Măgura”, Cisnădie Asistență: 1.200 Arbitri: Sekulić, Jovandić |

| 18 ianuarie 2020 17:00 | Siófok KC | 30 – 30 | RK Podravka       | Kiss Szilárd Sportcsarnok, Siófok Asistență: 1.185 Arbitri: Novikov, Rojkov |
| 18 ianuarie 2020 17:00 | Kobetić 6 | (18–14) | patru jucătoare 5 | Kiss Szilárd Sportcsarnok, Siófok Asistență: 1.185 Arbitri: Novikov, Rojkov |
| 18 ianuarie 2020 17:00 | 2×        | Cronică | 3× 1×             | Kiss Szilárd Sportcsarnok, Siófok Asistență: 1.185 Arbitri: Novikov, Rojkov |

| 19 ianuarie 2020 13:00 | København Håndbold | 33 – 22 | CS Măgura Cisnădie | Frederiksberg Opvisningshal, Frederiksberg Asistență: 447 Arbitri: Hannes, Hannes |
| 19 ianuarie 2020 13:00 | Bont 9             | (14–8)  | Moldovan 6         | Frederiksberg Opvisningshal, Frederiksberg Asistență: 447 Arbitri: Hannes, Hannes |
| 19 ianuarie 2020 13:00 | 1× 2×              | Cronică | 6× 1× 2×           | Frederiksberg Opvisningshal, Frederiksberg Asistență: 447 Arbitri: Hannes, Hannes |

| 26 ianuarie 2020 12:00 | CS Măgura Cisnădie  | 28 – 33 | København Håndbold | Sala Polivalentă „Măgura”, Cisnădie Asistență: 800 Arbitri: Korja, Metsämäki |
| 26 ianuarie 2020 12:00 | Moldovan, Tănasie 7 | (20–17) | Rej 10             | Sala Polivalentă „Măgura”, Cisnădie Asistență: 800 Arbitri: Korja, Metsämäki |
| 26 ianuarie 2020 12:00 | 3× 2×               | Cronică | 1×                 | Sala Polivalentă „Măgura”, Cisnădie Asistență: 800 Arbitri: Korja, Metsämäki |

| 26 ianuarie 2020 15:30 | RK Podravka | 33 – 33 | Siófok KC  | Sportska dvorana „Fran Galović”, Koprivnica Asistență: 2.000 Arbitri: Christidi, Papamattheou |
| 26 ianuarie 2020 15:30 | Stanko 7    | (16–15) | Kobetić 12 | Sportska dvorana „Fran Galović”, Koprivnica Asistență: 2.000 Arbitri: Christidi, Papamattheou |
| 26 ianuarie 2020 15:30 | 4× 3×       | Cronică | 4× 2×      | Sportska dvorana „Fran Galović”, Koprivnica Asistență: 2.000 Arbitri: Christidi, Papamattheou |

| 2 februarie 2020 11:30 | CS Măgura Cisnădie | 29 – 31 | RK Podravka | Sala Polivalentă „Măgura”, Cisnădie Asistență: 800 Arbitri: Fremstad, Pedersen |
| 2 februarie 2020 11:30 | Crăciun 8          | (15–17) | Stanko 10   | Sala Polivalentă „Măgura”, Cisnădie Asistență: 800 Arbitri: Fremstad, Pedersen |
| 2 februarie 2020 11:30 | 5× 1×              | Cronică | 5× 1×       | Sala Polivalentă „Măgura”, Cisnădie Asistență: 800 Arbitri: Fremstad, Pedersen |

| 2 februarie 2020 14:00 | København Håndbold | 27 – 28 | Siófok KC | Frederiksberg Opvisningshal, Frederiksberg Asistență: 773 Arbitri: Rodríguez, Rosendo |
| 2 februarie 2020 14:00 | Bont 7             | (15–15) | Kobetić 9 | Frederiksberg Opvisningshal, Frederiksberg Asistență: 773 Arbitri: Rodríguez, Rosendo |
| 2 februarie 2020 14:00 | 4× 1×              | Cronică | 1× 3×     | Frederiksberg Opvisningshal, Frederiksberg Asistență: 773 Arbitri: Rodríguez, Rosendo |

| 9 februarie 2020 15:00 | Siófok KC                | 34 – 22 | CS Măgura Cisnădie           | Kiss Szilárd Sportcsarnok, Siófok Asistență: 1.200 Arbitri: Mertinian, Syrepisios |
| 9 februarie 2020 15:00 | Aoustin, Kobetić, Such 6 | (15–12) | Crăciun, Panici, Viniukova 4 | Kiss Szilárd Sportcsarnok, Siófok Asistență: 1.200 Arbitri: Mertinian, Syrepisios |
| 9 februarie 2020 15:00 | 1× 2×                    | Cronică | 4× 1×                        | Kiss Szilárd Sportcsarnok, Siófok Asistență: 1.200 Arbitri: Mertinian, Syrepisios |

| 9 februarie 2020 17:00 | RK Podravka | 29 – 32 | København Håndbold | Sportska dvorana „Fran Galović”, Koprivnica Asistență: 2.080 Arbitri: Jerlecki, Łabuń |
| 9 februarie 2020 17:00 | Karlovčan 5 | (13–18) | Rej 7              | Sportska dvorana „Fran Galović”, Koprivnica Asistență: 2.080 Arbitri: Jerlecki, Łabuń |
| 9 februarie 2020 17:00 | 2× 3×       | Cronică | 3× 2×              | Sportska dvorana „Fran Galović”, Koprivnica Asistență: 2.080 Arbitri: Jerlecki, Łabuń |

### Grupa C
| Echipa           | M | V | E | Î | GM  | GP  | G   | Pct |
| ---------------- | - | - | - | - | --- | --- | --- | --- |
| Odense Håndbold  | 6 | 5 | 0 | 1 | 175 | 133 | +42 | 10  |
| CS Gloria 20181) | 6 | 2 | 3 | 1 | 141 | 139 | +2  | 7   |
| ÉRD              | 6 | 2 | 2 | 2 | 158 | 155 | +3  | 6   |
| MKS Lublin       | 6 | 0 | 1 | 5 | 127 | 174 | −47 | 1   |

| 4 ianuarie 2020 18:00 | ÉRD         | 27 – 28 | Odense Håndbold | ÉRD Aréna, Érd Asistență: 2.400 Arbitri: Laron, Lindenbaum |
| 4 ianuarie 2020 18:00 | Kovačević 7 | (12–12) | Groot 6         | ÉRD Aréna, Érd Asistență: 2.400 Arbitri: Laron, Lindenbaum |
| 4 ianuarie 2020 18:00 | 1×          | Cronică | 4× 1×           | ÉRD Aréna, Érd Asistență: 2.400 Arbitri: Laron, Lindenbaum |

| 5 ianuarie 2020 17:00 | MKS Lublin | 22 – 22 | CS Gloria 2018 | Hala Globus, Lublin Asistență: 1.500 Arbitri: Loșak, Șaibakov |
| 5 ianuarie 2020 17:00 | Nosek 7    | (10–12) | Ilina 6        | Hala Globus, Lublin Asistență: 1.500 Arbitri: Loșak, Șaibakov |
| 5 ianuarie 2020 17:00 | 4× 2×      | Cronică | 3×             | Hala Globus, Lublin Asistență: 1.500 Arbitri: Loșak, Șaibakov |

| 11 ianuarie 2020 13:00 | Odense Håndbold   | 35 – 18 | MKS Lublin              | Odense Idrætshal, Odense Asistență: 1.688 Arbitri: Ilieva, Karbeska |
| 11 ianuarie 2020 13:00 | Groot, Offendal 5 | (18–13) | Kochaniak, Więckowska 4 | Odense Idrætshal, Odense Asistență: 1.688 Arbitri: Ilieva, Karbeska |
| 11 ianuarie 2020 13:00 | 3×                | Cronică | 2× 3×                   | Odense Idrætshal, Odense Asistență: 1.688 Arbitri: Ilieva, Karbeska |

| 11 ianuarie 2020 18:00 | CS Gloria 2018 | 25 – 25 | ÉRD                   | Sala Polivalentă, Bistrița Asistență: 970 Arbitri: Smailagić, Smailagić |
| 11 ianuarie 2020 18:00 | Dincă 7        | (15–11) | Martínez, Jeřábková 6 | Sala Polivalentă, Bistrița Asistență: 970 Arbitri: Smailagić, Smailagić |
| 11 ianuarie 2020 18:00 | 2×             | Cronică | 3× 2×                 | Sala Polivalentă, Bistrița Asistență: 970 Arbitri: Smailagić, Smailagić |

| 18 ianuarie 2020 19:00 | ÉRD         | 29 – 24 | MKS Lublin  | ÉRD Aréna, Érd Asistență: 2.200 Arbitri: Andreou, Panayides |
| 18 ianuarie 2020 19:00 | Jeřábková 7 | (18–12) | Kochaniak 6 | ÉRD Aréna, Érd Asistență: 2.200 Arbitri: Andreou, Panayides |
| 18 ianuarie 2020 19:00 | 3×          | Cronică | 1× 2×       | ÉRD Aréna, Érd Asistență: 2.200 Arbitri: Andreou, Panayides |

| 19 ianuarie 2020 15:00 | Odense Håndbold | 25 – 19 | CS Gloria 2018             | Odense Idrætshal, Odense Asistență: 1.642 Arbitri: Buțkevici, Buțkevici |
| 19 ianuarie 2020 15:00 | Groot 10        | (9–9)   | Pristăvița, Vasilevskaia 6 | Odense Idrætshal, Odense Asistență: 1.642 Arbitri: Buțkevici, Buțkevici |
| 19 ianuarie 2020 15:00 | 2×              | Cronică | 5× 1×                      | Odense Idrætshal, Odense Asistență: 1.642 Arbitri: Buțkevici, Buțkevici |

| 26 ianuarie 2020 17:00 | MKS Lublin  | 23 – 29 | ÉRD        | Hala Globus, Lublin Asistență: 1.400 Arbitri: Capoccia, Jucker |
| 26 ianuarie 2020 17:00 | Kochaniak 7 | (12–14) | Martínez 8 | Hala Globus, Lublin Asistență: 1.400 Arbitri: Capoccia, Jucker |
| 26 ianuarie 2020 17:00 | 3× 1×       | Cronică | 2× 3×      | Hala Globus, Lublin Asistență: 1.400 Arbitri: Capoccia, Jucker |

| 26 ianuarie 2020 18:00 | CS Gloria 2018 | 25 – 23 | Odense Håndbold | Sala Polivalentă, Bistrița Asistență: 900 Arbitri: Hatipoğlu, Şimşek |
| 26 ianuarie 2020 18:00 | Vasilevskaia 8 | (13–12) | Cohrt 7         | Sala Polivalentă, Bistrița Asistență: 900 Arbitri: Hatipoğlu, Şimşek |
| 26 ianuarie 2020 18:00 | 5× 2×          | Cronică | 4×              | Sala Polivalentă, Bistrița Asistență: 900 Arbitri: Hatipoğlu, Şimşek |

| 1 februarie 2020 15:00 | Odense Håndbold                 | 31 – 24 | ÉRD    | Odense Idrætshal, Odense Arbitri: Lončar, Lončar |
| 1 februarie 2020 15:00 | Bakkerud, Højlund, Østergaard 6 | (16–9)  | Tóth 6 | Odense Idrætshal, Odense Arbitri: Lončar, Lončar |
| 1 februarie 2020 15:00 | 1×                              | Cronică | 1×     | Odense Idrætshal, Odense Arbitri: Lončar, Lončar |

| 2 februarie 2020 18:00 | CS Gloria 2018 | 26 – 20 | MKS Lublin         | Sala Polivalentă, Bistrița Asistență: 950 Arbitri: Šniurevičius, Grigalionis |
| 2 februarie 2020 18:00 | Vasilevskaia 5 | (17–9)  | Kochaniak, Nocuń 6 | Sala Polivalentă, Bistrița Asistență: 950 Arbitri: Šniurevičius, Grigalionis |
| 2 februarie 2020 18:00 | 4× 2×          | Cronică | 2× 1×              | Sala Polivalentă, Bistrița Asistență: 950 Arbitri: Šniurevičius, Grigalionis |

| 9 februarie 2020 17:00 | MKS Lublin  | 20 – 33 | Odense Håndbold | Hala Globus, Lublin Asistență: 2.120 Arbitri: Jakovljević, Sando |
| 9 februarie 2020 17:00 | Kochaniak 6 | (13–14) | Bakkerud 12     | Hala Globus, Lublin Asistență: 2.120 Arbitri: Jakovljević, Sando |
| 9 februarie 2020 17:00 | 2× 1×       | Cronică | 4×              | Hala Globus, Lublin Asistență: 2.120 Arbitri: Jakovljević, Sando |

| 9 februarie 2020 17:00 | ÉRD         | 24 – 24 | CS Gloria 2018 | ÉRD Aréna, Érd Arbitri: Christidi, Papamattheou |
| 9 februarie 2020 17:00 | Kovačević 6 | (12–12) | Rațiu 6        | ÉRD Aréna, Érd Arbitri: Christidi, Papamattheou |
| 9 februarie 2020 17:00 | 4× 2×       | Cronică | 5× 2×          | ÉRD Aréna, Érd Arbitri: Christidi, Papamattheou |

### Grupa D
| Echipa                 | M | V | E | Î | GM  | GP  | G   | Pct |
| ---------------------- | - | - | - | - | --- | --- | --- | --- |
| Herning-Ikast Håndbold | 6 | 3 | 1 | 2 | 170 | 162 | +8  | 7   |
| GK Lada                | 6 | 3 | 0 | 3 | 177 | 168 | +9  | 6   |
| Storhamar HE           | 6 | 3 | 0 | 3 | 172 | 178 | −6  | 6   |
| SG BBM Bietigheim      | 6 | 2 | 1 | 3 | 167 | 178 | −11 | 5   |

| 5 ianuarie 2020 15:00 | Herning-Ikast Håndbold | 34 – 27 | Storhamar HE | IBF Arena, Ikast Asistență: 715 Arbitri: Weijmans, Wolbertus |
| 5 ianuarie 2020 15:00 | Fauske 8               | (17–13) | Hovden 10    | IBF Arena, Ikast Asistență: 715 Arbitri: Weijmans, Wolbertus |
| 5 ianuarie 2020 15:00 | 1× 2×                  | Cronică | 2×           | IBF Arena, Ikast Asistență: 715 Arbitri: Weijmans, Wolbertus |

| 5 ianuarie 2020 19:00 | SG BBM Bietigheim | 31 – 29 | GK Lada         | Sporthalle am Viadukt, Bietigheim-Bissingen Asistență: 889 Arbitri: Florescu, Stoia |
| 5 ianuarie 2020 19:00 | Van der Heijden 6 | (17–15) | Mihailicenko 11 | Sporthalle am Viadukt, Bietigheim-Bissingen Asistență: 889 Arbitri: Florescu, Stoia |
| 5 ianuarie 2020 19:00 | 4× 3×             | Cronică | 5× 1×           | Sporthalle am Viadukt, Bietigheim-Bissingen Asistență: 889 Arbitri: Florescu, Stoia |

| 11 ianuarie 2020 16:00 | Storhamar HE   | 33 – 32 | SG BBM Bietigheim | Boligpartner Arena, Hamar Asistență: 721 Arbitri: Jakovljević, Sando |
| 11 ianuarie 2020 16:00 | Hovden, Venn 9 | (18–17) | Kudłacz-Gloc 8    | Boligpartner Arena, Hamar Asistență: 721 Arbitri: Jakovljević, Sando |
| 11 ianuarie 2020 16:00 | 1×             | Cronică | 3×                | Boligpartner Arena, Hamar Asistență: 721 Arbitri: Jakovljević, Sando |

| 11 ianuarie 2020 17:00 | GK Lada        | 20 – 25 | Herning-Ikast Håndbold | Sportkomplex USK „Olimp”, Toliatti Asistență: 2.500 Arbitri: Lidacka, Lesiak |
| 11 ianuarie 2020 17:00 | Mihailicenko 8 | (11–14) | Fauske 6               | Sportkomplex USK „Olimp”, Toliatti Asistență: 2.500 Arbitri: Lidacka, Lesiak |
| 11 ianuarie 2020 17:00 | 3×             | Cronică | 6× 1×                  | Sportkomplex USK „Olimp”, Toliatti Asistență: 2.500 Arbitri: Lidacka, Lesiak |

| 18 ianuarie 2020 19:30 | SG BBM Bietigheim | 26 – 26 | Herning-Ikast Håndbold | MHP Arena, Ludwigsburg Asistență: 1.045 Arbitri: Mertinian, Syrepisios |
| 18 ianuarie 2020 19:30 | Kudłacz-Gloc 6    | (14–11) | Fauske 9               | MHP Arena, Ludwigsburg Asistență: 1.045 Arbitri: Mertinian, Syrepisios |
| 18 ianuarie 2020 19:30 | 2×                | Cronică | 4× 2× 1×               | MHP Arena, Ludwigsburg Asistență: 1.045 Arbitri: Mertinian, Syrepisios |

| 19 ianuarie 2020 17:00 | Storhamar HE        | 28 – 33 | GK Lada         | Boligpartner Arena, Hamar Asistență: 1.112 Arbitri: Kijauskaitė, Žalienė |
| 19 ianuarie 2020 17:00 | Enkerud, Jakobsen 7 | (15–19) | Mihailicenko 10 | Boligpartner Arena, Hamar Asistență: 1.112 Arbitri: Kijauskaitė, Žalienė |
| 19 ianuarie 2020 17:00 | 6× 1×               | Cronică | 5× 1×           | Boligpartner Arena, Hamar Asistență: 1.112 Arbitri: Kijauskaitė, Žalienė |

| 25 ianuarie 2020 14:00 | Herning-Ikast Håndbold | 33 – 25 | SG BBM Bietigheim  | IBF Arena, Ikast Asistență: 711 Arbitri: Bíró, Kiss |
| 25 ianuarie 2020 14:00 | Fauske 7               | (19–13) | Aardahl, Loerper 5 | IBF Arena, Ikast Asistență: 711 Arbitri: Bíró, Kiss |
| 25 ianuarie 2020 14:00 | 4× 2×                  | Cronică | 1× 2×              | IBF Arena, Ikast Asistență: 711 Arbitri: Bíró, Kiss |

| 25 ianuarie 2020 17:00 | GK Lada        | 27 – 31 | Storhamar HE | Sportkomplex USK „Olimp”, Toliatti Asistență: 2.500 Arbitri: Aghakishi, Aghakishi |
| 25 ianuarie 2020 17:00 | Mihailicenko 8 | (15–14) | Hovden 10    | Sportkomplex USK „Olimp”, Toliatti Asistență: 2.500 Arbitri: Aghakishi, Aghakishi |
| 25 ianuarie 2020 17:00 | 1× 3×          | Cronică | 3× 2×        | Sportkomplex USK „Olimp”, Toliatti Asistență: 2.500 Arbitri: Aghakishi, Aghakishi |

| 1 februarie 2020 17:00 | GK Lada        | 30 – 25 | SG BBM Bietigheim | Sportkomplex USK „Olimp”, Toliatti Asistență: 2.500 Arbitri: Jaškins, Žabko |
| 1 februarie 2020 17:00 | Mihailicenko 8 | (12–14) | Van der Heijden 6 | Sportkomplex USK „Olimp”, Toliatti Asistență: 2.500 Arbitri: Jaškins, Žabko |
| 1 februarie 2020 17:00 | 3× 2× 1×       | Cronică | 4× 2×             | Sportkomplex USK „Olimp”, Toliatti Asistență: 2.500 Arbitri: Jaškins, Žabko |

| 2 februarie 2020 17:00 | Storhamar HE            | 26 – 24 | Herning-Ikast Håndbold | Boligpartner Arena, Hamar Asistență: 1.474 Arbitri: Pétursson, Prastarson |
| 2 februarie 2020 17:00 | Enkerud, Skinnehaugen 6 | (14–14) | Fauske, Møller 7       | Boligpartner Arena, Hamar Asistență: 1.474 Arbitri: Pétursson, Prastarson |
| 2 februarie 2020 17:00 | 3×                      | Cronică | 4× 1×                  | Boligpartner Arena, Hamar Asistență: 1.474 Arbitri: Pétursson, Prastarson |

| 9 februarie 2020 15:00 | Herning-Ikast Håndbold | 28 – 38 | GK Lada      | IBF Arena, Ikast Asistență: 756 Arbitri: Sekulić, Jovandić |
| 9 februarie 2020 15:00 | Fauske 8               | (12–18) | Kirdiașeva 9 | IBF Arena, Ikast Asistență: 756 Arbitri: Sekulić, Jovandić |
| 9 februarie 2020 15:00 | 3× 1×                  | Cronică | 5×           | IBF Arena, Ikast Asistență: 756 Arbitri: Sekulić, Jovandić |

| 9 februarie 2020 17:00 | SG BBM Bietigheim | 28 – 27 | Storhamar HE       | MHP Arena, Ludwigsburg Asistență: 1.022 Arbitri: Metalari, Nikolovski |
| 9 februarie 2020 17:00 | Aardahl 5         | (16–11) | Hovden, Jakobsen 7 | MHP Arena, Ludwigsburg Asistență: 1.022 Arbitri: Metalari, Nikolovski |
| 9 februarie 2020 17:00 | 7× 1×             | Cronică | 3×                 | MHP Arena, Ludwigsburg Asistență: 1.022 Arbitri: Metalari, Nikolovski |